# Wittenbach
Wittenbach est une commune suisse du canton de Saint-Gall, située dans la circonscription électorale de Saint-Gall.